# Echinorhynchus parasiluri
Echinorhynchus parasiluri är en hakmaskart som beskrevs av Fukui 1929. Echinorhynchus parasiluri ingår i släktet Echinorhynchus och familjen Echinorhynchidae. Inga underarter finns listade i Catalogue of Life.